# Coppa CEV 2019-2020 (femminile)
La Coppa CEV 2019-2020 si è svolta dal 3 dicembre 2019 al 4 marzo 2020: al torneo hanno partecipato trentadue squadre di club europee e la vittoria finale non è stata assegnata ad alcuna squadra a seguito dell'interruzione della competizione a causa della pandemia di COVID-19.

## Regolamento
Le ventisette squadre iscritte e le cinque eliminate nelle fasi preliminari della Champions League 2019-20) hanno disputato sedicesimi di finale, ottavi di finale, quarti di finale, semifinali e finale, tutte giocate con gare di andata e ritorno (coi punteggi di 3-0 e 3-1 sono stati assegnati 3 punti alla squadra vincente e 0 a quella perdente, col punteggio di 3-2 sono stati assegnati 2 punti alla squadra vincente e 1 a quella perdente; in caso di parità di punti dopo le due partite è stato disputato un golden set).
Gli accoppiamenti fra le squadre per i sedicesimi di finale e gli abbinamenti per i turni successivi sono stati sorteggiati il 26 giugno 2019 a Lussemburgo.
A seguito del diffondersi in Europa della pandemia di COVID-19, alcune partite della fase ad eliminazione diretta sono state più volte rinviate; la CEV ha quindi sospeso la competizione dapprima fino al 3 aprile e in seguito fino a metà maggio 2020: dato il perdurare della pandemia, il 23 aprile 2020 la CEV ha decretato la chiusura anticipata della manifestazione senza assegnazione del trofeo.

## Squadre partecipanti
| - Partizani Tirana - Asterix Avo - Hermes Oostende - Minčanka - Banjaluka - Jedinstvo Brčko - HAOK Mladost - Kaštela | - Hämeenlinnan - ASPTT Mulhouse - Volero Le Cannet - Potsdam - Schweriner - Pro Victoria - UYBA - Luka Bar | - Sliedrecht - Chemik Police - Developres Rzeszów - Olomouc - Prostějov - VK SG Brno - CSM Bucarest - Târgoviște | - Dinamo-Kazan - Gorica - Haris - Düdingen - Neuchâtel - Galatasaray - Orbita - Nyíregyháza |

## Torneo

### Sedicesimi di finale

#### Andata
| 4 dicembre 2019 Arena Szczecin, Stettino Durata: 1h:48 - Spettatori: 4 181              | Chemik Police      | 3 - 1 | Galatasaray      | 25-20, 17-25, 25-19, 27-25        |
| 4 dicembre 2019 Pabellón Pablos de Abril, San Cristóbal Durata: 1h:08 - Spettatori: 350 | Haris              | 3 - 0 | Partizani Tirana | 25-14, 25-17, 25-15               |
| 4 dicembre 2019 Gradska dvorana Kaštela, Castelli Durata: 1h:19 - Spettatori: 210       | Kaštela            | 0 - 3 | HAOK Mladost     | 17-25, 17-25, 23-25               |
| 3 dicembre 2019 Sala Polivalentă, Târgoviște Durata: 2h:17 - Spettatori: 1 700          | Târgoviște         | 2 - 3 | Nyíregyháza      | 22-25, 17-25, 29-27, 26-24, 10-15 |
|                                                                                         | Volero Le Cannet   | -     | CSM Bucarest     | [ 11 ]                            |
| 11 dicembre 2019 Salle Omnisport St. Léonard, Friburgo Durata: 1h:05 - Spettatori: 827  | Düdingen           | 3 - 0 | Luka Bar         | 25-19, 25-11, 25-14               |
| 5 dicembre 2019 Sportska dvorana Borik, Banja Luka Durata: 2h:07 - Spettatori: 350      | Banjaluka          | 3 - 2 | Jedinstvo Brčko  | 30-28, 15-25, 24-26, 25-15, 15-11 |
| 4 dicembre 2019 Palazzetto dello Sport Uruchje, Minsk Durata: 1h:03 - Spettatori: 1 000 | Minčanka           | 3 - 0 | Neuchâtel        | 25-11, 26-24, 25-22               |
| 4 dicembre 2019 Sporthal De Basis, Sliedrecht Durata: 1h:06 - Spettatori: 900           | Sliedrecht         | 0 - 3 | Schweriner       | 17-25, 17-25, 19-25               |
| 4 dicembre 2019 Sportovní hala Kuřim, Kuřim Durata: 1h:59 - Spettatori: 489             | VK SG Brno         | 3 - 2 | Hämeenlinnan     | 26-24, 19-25, 21-25, 25-13, 15-13 |
| 4 dicembre 2019 Topsporthal, Beveren Durata: 1h:55 - Spettatori: 311                    | Asterix Avo        | 3 - 2 | Prostějov        | 22-25, 25-21, 25-15, 25-27, 15-8  |
| 4 dicembre 2019 Športna dvorana, Nova Gorica Durata: 1h:02 - Spettatori: 250            | Gorica             | 0 - 3 | Hermes Oostende  | 12-25, 18-25, 19-25               |
| 4 dicembre 2019 Hala Podpromie, Rzeszów Durata: 2h:02 - Spettatori: 2 231               | Developres Rzeszów | 3 - 2 | ASPTT Mulhouse   | 26-24, 23-25, 25-22, 20-25, 15-7  |
| 4 dicembre 2019 PalaPiantanida, Busto Arsizio Durata: 1h:05 - Spettatori: 1 400         | UYBA               | 3 - 0 | Olomouc          | 25-18, 25-11, 25-20               |
| 17 dicembre 2019 PalaPiantanida, Busto Arsizio Durata: 0h:53 - Spettatori: 150          | Orbita             | 0 - 3 | Pro Victoria     | 15-25, 12-25, 7-25                |
| 4 dicembre 2019 MBS Arena Potsdam, Potsdam Durata: 1h:47 - Spettatori: 910              | Potsdam            | 2 - 3 | Dinamo-Kazan     | 17-25, 25-18, 25-20, 20-25, 12-15 |

#### Ritorno
| 17 dicembre 2019 Burhan Felek Spor Salonu, Istanbul Durata: 1h:51 - Spettatori: 1 173         | Galatasaray      | 2 - 3 | Chemik Police      | 25-19, 18-25, 25-19, 23-25, 12-15                   |
| 18 dicembre 2019 Pallati i Sportit Dhimitraq Goga, Durazzo Durata: 1h:04 - Spettatori: 100    | Partizani Tirana | 0 - 3 | Haris              | 12-25, 14-25, 20-25                                 |
| 19 dicembre 2019 Dom odbojke Bojan Stranić, Zagabria Durata: 1h:03 - Spettatori: 150          | HAOK Mladost     | 3 - 0 | Kaštela            | 25-18, 25-10, 25-21                                 |
| 17 dicembre 2019 Continental Aréna, Nyíregyháza Durata: 1h:50 - Spettatori: 500               | Nyíregyháza      | 3 - 2 | Târgoviște         | 14-25, 25-18, 25-14, 18-25, 16-14                   |
|                                                                                               | CSM Bucarest     | -     | Volero Le Cannet   | [ 11 ]                                              |
| 18 dicembre 2019 Sportska dvorana Topolica, Antivari Durata: 1h:06 - Spettatori: 224          | Luka Bar         | 0 - 3 | Düdingen           | 15-25, 18-25, 19-25                                 |
| 18 dicembre 2019 Sportska Dvorana Magnet, Brčko Durata: 1h:07 - Spettatori: 250               | Jedinstvo Brčko  | 3 - 0 | Banjaluka          | 25-15, 25-13, 25-21                                 |
| 18 dicembre 2019 Halle de Sports de la Riveraine, Neuchâtel Durata: 1h:44 - Spettatori: 1 300 | Neuchâtel        | 3 - 1 | Minčanka           | 28-26, 23-25, 25-19, 27-25                          |
| 17 dicembre 2019 ARENA Schwerin, Schwerin Durata: 1h:06 - Spettatori: 1 687                   | Schweriner       | 3 - 0 | Sliedrecht         | 25-16, 25-18, 25-19                                 |
| 17 dicembre 2019 Elenia Areena, Hämeenlinna Durata: 1h:23 - Spettatori: 516                   | Hämeenlinnan     | 3 - 0 | VK SG Brno         | 25-23, 25-15, 26-24                                 |
| 19 dicembre 2019 Sport Centrum, Prostějov Durata: 1h:46 - Spettatori: 402                     | Prostějov        | 2 - 3 | Asterix Avo        | 25-17, 25-16, 19-25, 19-25, 11-15                   |
| 18 dicembre 2019 Mister V-Arena, Ostenda Durata: 1h:10 - Spettatori: 425                      | Hermes Oostende  | 3 - 0 | Gorica             | 25-16, 25-19, 25-22                                 |
| 18 dicembre 2019 Palais des Sports, Mulhouse Durata: 2h:16 - Spettatori: 3 080                | ASPTT Mulhouse   | 3 - 2 | Developres Rzeszów | 24-26, 22-25, 25-23, 25-13, 15-12 Golden set: 13-15 |
| 19 dicembre 2019 Univerzita Palackého, Olomouc Durata: 1h:11 - Spettatori: 650                | Olomouc          | 0 - 3 | UYBA               | 21-25, 18-25, 19-25                                 |
| 19 dicembre 2019 PalaPiantanida, Busto Arsizio Durata: 1h:08 - Spettatori: 121                | Pro Victoria     | 3 - 0 | Orbita             | 25-23, 25-19, 25-17                                 |
| 18 dicembre 2019 Centr volejbola Sankt-Peterburg, Kazan' Durata: 1h:44 - Spettatori: 1 250    | Dinamo-Kazan     | 3 - 1 | Potsdam            | 25-20, 15-25, 25-12, 25-23                          |

#### Squadre qualificate
| - Asterix Avo - Hermes Oostende - Minčanka - Jedinstvo Brčko - HAOK Mladost - Hämeenlinnan - Volero Le Cannet - Schweriner | - Pro Victoria - UYBA - Chemik Police - Developres Rzeszów - Dinamo-Kazan - Haris - Düdingen - Nyíregyháza |

### Ottavi di finale

#### Andata
| 22 gennaio 2020 Hala Policach, Police Durata: 1h:04 - Spettatori: 1 173                   | Chemik Police    | 3 - 0 | Haris              | 25-13, 25-16, 25-16               |
| 22 gennaio 2020 Continental Aréna, Nyíregyháza Durata: 1h:54 - Spettatori: 1 352          | Nyíregyháza      | 3 - 2 | HAOK Mladost       | 19-25, 25-18, 18-25, 25-21, 15-12 |
| 22 gennaio 2020 Gymnase Maillan, Le Cannet Durata: 1h:17 - Spettatori: 300                | Volero Le Cannet | 3 - 0 | Düdingen           | 25-18, 25-19, 25-16               |
| 22 gennaio 2020 Palazzetto dello Sport Uruchje, Minsk Durata: 1h:00 - Spettatori: 1 000   | Minčanka         | 3 - 0 | Jedinstvo Brčko    | 25-8, 25-20, 25-16                |
| 22 gennaio 2020 Elenia Areena, Hämeenlinna Durata: 1h:36 - Spettatori: 550                | Hämeenlinnan     | 1 - 3 | Schweriner         | 19-25, 25-23, 20-25, 16-25        |
| 22 gennaio 2020 Mister V-Arena, Ostenda Durata: 2h:07 - Spettatori: 295                   | Hermes Oostende  | 2 - 3 | Asterix Avo        | 19-25, 25-21, 25-21, 23-25, 14-16 |
| 23 gennaio 2020 PalaPiantanida, Busto Arsizio Durata: 1h:20 - Spettatori: 1 786           | UYBA             | 3 - 0 | Developres Rzeszów | 25-22, 25-17, 25-22               |
| 23 gennaio 2020 Centr volejbola Sankt-Peterburg, Kazan' Durata: 1h:16 - Spettatori: 1 300 | Dinamo-Kazan     | 3 - 0 | Pro Victoria       | 25-23, 25-13, 25-19               |

#### Ritorno
| 5 febbraio 2020 Pabellón Pablos de Abril, San Cristóbal Durata: 1h:53 - Spettatori: 850 | Haris              | 1 - 3 | Chemik Police    | 27-25, 22-25, 17-25, 23-25                         |
| 5 febbraio 2020 Dom odbojke Bojan Stranić, Zagabria Durata: 2h:59 - Spettatori: 300     | HAOK Mladost       | 3 - 2 | Nyíregyháza      | 25-20, 25-22, 19-25, 23-25, 15-8 Golden set: 19-17 |
| 5 febbraio 2020 Salle Omnisport St. Léonard, Friburgo Durata: 1h:07 - Spettatori: 1 000 | Düdingen           | 0 - 3 | Volero Le Cannet | 15-25, 23-25, 20-25                                |
| 4 febbraio 2020 Sportska Dvorana Magnet, Brčko Durata: 1h:32 - Spettatori: 300          | Jedinstvo Brčko    | 1 - 3 | Minčanka         | 21-25, 21-25, 25-22, 15-25                         |
| 6 febbraio 2020 ARENA Schwerin, Schwerin Durata: 1h:26 - Spettatori: 1 902              | Schweriner         | 3 - 1 | Hämeenlinnan     | 25-15, 25-15, 16-25, 25-12                         |
| 5 febbraio 2020 Topsporthal, Beveren Durata: 1h:54 - Spettatori: 250                    | Asterix Avo        | 3 - 2 | Hermes Oostende  | 21-25, 2-25, 25-21, 25-22, 15-9                    |
| 5 febbraio 2020 Hala Podpromie, Rzeszów Durata: 1h:42 - Spettatori: 3 000               | Developres Rzeszów | 3 - 0 | UYBA             | 25-20, 25-23, 27-25 Golden set: 11-15              |
| 5 febbraio 2020 Palazzetto dello Sport, Monza Durata: 1h:40 - Spettatori: 1 500         | Pro Victoria       | 1 - 3 | Dinamo-Kazan     | 16-25, 25-18, 20-25, 20-25                         |

#### Squadre qualificate
- Asterix Avo
- Minčanka
- HAOK Mladost
- Volero Le Cannet
- Schweriner
- UYBA
- Chemik Police
- Dinamo-Kazan

### Quarti di finale

#### Andata
| 20 febbraio 2020 Dom odbojke Bojan Stranić, Zagabria Durata: 1h:08 - Spettatori: 500       | HAOK Mladost | 0 - 3 | Chemik Police    | 19-25, 13-25, 16-25        |
| 20 febbraio 2020 Palazzetto dello Sport Uruchje, Minsk Durata: 1h:39 - Spettatori: 2 100   | Minčanka     | 1 - 3 | Volero Le Cannet | 22-25, 15-25, 25-20, 16-25 |
| 20 febbraio 2020 Topsporthal, Beveren Durata: 1h:34 - Spettatori: 300                      | Asterix Avo  | 1 - 3 | Schweriner       | 25-16, 20-25, 21-25, 13-25 |
| 20 febbraio 2020 Centr volejbola Sankt-Peterburg, Kazan' Durata: 1h:16 - Spettatori: 1 500 | Dinamo-Kazan | 3 - 0 | UYBA             | 25-17, 25-12, 25-20        |

#### Ritorno
| 3 marzo 2020 Arena Szczecin, Stettino Durata: 1h:07 - Spettatori: 3 346 | Chemik Police    | 3 - 0 | HAOK Mladost | 25-19, 25-18, 25-10 |
| 4 marzo 2020 Gymnase Maillan, Le Cannet Durata: 1h:19 - Spettatori: 350 | Volero Le Cannet | 3 - 0 | Minčanka     | 25-13, 25-18, 33-31 |
| 3 marzo 2020 ARENA Schwerin, Schwerin Durata: 1h:06 - Spettatori: 1 860 | Schweriner       | 3 - 0 | Asterix Avo  | 25-13, 25-16, 25-14 |
| PalaPiantanida, Busto Arsizio Durata: 0h:00 - Spettatori: 0             | UYBA             | -     | Dinamo-Kazan | annullata           |

#### Squadre qualificate
- Volero Le Cannet
- Schweriner
- Chemik Police

### Semifinali

#### Andata
| Durata: 0h:00 - Spettatori: 0 |  | - |  | annullata |
| Durata: 0h:00 - Spettatori: 0 |  | - |  | annullata |

#### Ritorno
| Durata: 0h:00 - Spettatori: 0 |  | - |  | annullata |
| Durata: 0h:00 - Spettatori: 0 |  | - |  | annullata |

### Finale

#### Andata
| Durata: 0h:00 - Spettatori: 0 |  | - |  | annullata |

#### Ritorno
| Durata: 0h:00 - Spettatori: 0 |  | - |  | annullata |

#### Squadra campione
- titolo non assegnato